# 星期日鏡報
《星期日鏡報》（英語：Sunday Mirror）是《每日鏡報》的星期日的姊妹報。它起源於1915年的《星期日畫報》（Sunday Pictorial），1963年更名為《星期日鏡報》。2016年，它的平均週發行量為620861份。2017年，下降到505508份。2011年7月，在《世界新聞報》停刊後的第二個週末，銷量超過200萬份，是2000年以來的最高銷量。

## 外部連結
- 官方网站 